# Between the Lines (serie)
Between the Lines es una serie televisiva de género policial, creada por J. C. Wilsher y producida por World Productions para la BBC. 
Fue emitida en la canal BBC One entre 1992 y 1994.

## Argumento
La serie se centra en la vida de Detective Superintendente Tony Clark, interpretado por Neil Pearson. 
Clark era un miembro ambicioso de la Complaints Investigation Bureau (CIB), una organización interna de la Metropolitan Police Service que investiga reclamaciones de corrupción dentro de la fuerza policial. A lo largo de la serie, Clark tuvo que vencer las influencias fuertes de su superiores y problemas en su vida privada, más notablemente la rotura de su matrimonio con Jenny Dean (Lesley Vickerage).
La serie ganó un British Academy Television Awards (Premio BAFTA) a la mejor serie en 1994. 
En el 2000 fue votado como uno de los 100 programas televisivos británicos más famosos, por el British Film Institute.

## Reparto
- Detective Superintendente Tony Clark - Neil Pearson[3]
- Inspector de detective Harry Naylor - Tom Georgeson[4]
- Sargento de detective Maureen "Mo" Connell - Siobhan Redmond[5]
- Jefe Superintendent John Deakin - Tony Doyle[6]
- Detective Superintendent David Tumbas - Robin Lermitte
- Comandante Brian Huxtable - David Lyon (Serie 1)
- WPC Jenny Dean - Lesley Vickerage (Serie 1)
- Comandante Graham Sullivan - Hugh Ross (Serie 2)
- Comisario de Ayudante del diputado Dunning - John Metralla (Serie 1)
- Sargento de detective Eddie Hargreaves - Jerome Flynn (Serie 1)

### Artistas invitados
Otros actores y actrices británicos eventuales actuaron en la serie como Daniel Craig, James Nesbitt, Jerome Flynn, Bernard Cerro, David Morrissey, Jaye Griffiths, Paul Brooke, Francesca Annis, Sylvestra Le Touzel, John Hannah, Michael Cocina, David Hayman, Hermione Norris, Ray Winstone , Larry Cordero y Hugh Bonneville. 